# 밀어서 무장해제
《밀어서 무장해제》는 tvN D에서 제작한 대한민국의 웹예능이다. 크리에이터 도티, 방송인 이승윤과 유현준 교수가 출연하며 여행하는 교양 예능이다. 프로그램 제목은 애플 iOS의 잠금 화면에 나오는 문구인 '밀어서 잠금해제'를 패러디한 것이다.

## 출연진
- 도티
- 이승윤 (희극인)
- 유현준 (건축가)

## 회차정보

### DMZ편
DMZ편은 '비무장지대'에 대한 대중들의 벽을 해제하겠다는 기획의도를 담았다. 대한민국 문화체육관광부와 한국관광공사의 제작지원을 받았다. 
- 티저 : 링크
- 1화 : 링크
- 2화 : 링크
- 3화 : 링크

### 경상북도편
경상북도편은 경북도청의 제작지원을 받았다. 
- 티저 : 링크
- 4화 : 링크
- 5화 : 링크